# Owen Hunt
Pour les articles homonymes, voir Hunt.
 (novembre 2020).
Si vous disposez d'ouvrages ou d'articles de référence ou si vous connaissez des sites web de qualité traitant du thème abordé ici, merci de compléter l'article en donnant les références utiles à sa vérifiabilité et en les liant à la section « Notes et références ».
Owen Hunt est un personnage de fiction de la série télévisée Grey's Anatomy diffusée sur la chaîne américaine ABC, interprété par Kevin McKidd.

## Histoire du personnage
Le personnage d'Owen Hunt apparaît dans 308 épisodes de l'univers de Grey's Anatomy : 304 fois dans la série mère et 4 fois dans Station 19.

### Saison 5
Le Dr Hunt apparaît pour la première fois dans l'épisode 1 de la saison 5, présenté comme un chirurgien de l'armée américaine et major de seconde classe ayant servi en Irak. Il arrive au Seattle Grace dans une ambulance, accompagnant une victime d'un accident de voiture qu'il a sauvée en réalisant une trachéotomie avec un stylo bille. Il s'est lui-même blessé dans l'accident et c'est Cristina qui s'occupe de recoudre sa jambe. Mais pour aller plus vite, il prend l’agrafeuse et refermera la blessure lui-même, sous le regard mi-perplexe mi-amusé de Cristina. Il aide également Callie à prendre en charge un des patients qu'il a emmené en lui suggérant une technique de congélation plutôt audacieuse.
Dans la seconde partie de l'épisode, le Dr Hunt ramasse Cristina devant l'hôpital, clouée au sol par une stalactite. Il continue de conseiller Callie, qui a eu l'accord du chef Webber pour réaliser l'hypothermie thérapeutique. Il finit par retirer la stalactite de la poitrine de Christina et en terminant le soin il l'embrasse.
Le chef Webber lui propose un poste au Seattle Grace mais le Dr Hunt préfère repartir en Irak terminer sa mission.
Il revient comme personnage récurrent à partir de l'épisode 6 en tant que nouveau chirurgien chef du service de traumatologie. Ses méthodes quelquefois peu orthodoxes sont la cause de litiges avec ses collègues, notamment avec le Dr Shepherd, le Dr Sloan et le Dr Stevens. En revanche, il gagne rapidement l'admiration de Cristina Yang.
Le Dr Hunt est le seul survivant de son unité en Irak et il en garde une grande culpabilité et un trouble de stress post-traumatique. Lors de la saison 5, il est aux prises avec ce trouble. Son rapprochement avec Cristina Yang causant plusieurs incidents (il se réveille en sursaut et l'étrangle, etc.), il prend conscience de la gravité de son problème et commence une thérapie.

### Saison 6
Dans la saison 6, il a une relation solide avec le Dr Cristina Yang. Il est par ailleurs très ami avec Shepherd et Sloan et est apprécié de tout l’hôpital. Plus tard, sa meilleure amie le Dr Teddy Altman (ayant servi elle aussi en Irak) vient travailler au Seattle Grace Hospital, lui révélant très vite qu'elle est amoureuse de lui depuis longtemps. Owen est très perturbé par cette annonce et ne sait plus quoi en penser car il a été lui aussi amoureux de Teddy. Mais il reste fidèle à Cristina car c'est elle qu'il aime à présent.
Dans le dernier épisode de la saison 6, Teddy se rend compte de son attachement envers Cristina quand Owen décide de re-rentrer dans l'hôpital pour retrouver Cristina. Elle l'aide à faire diversion devant la police pour qu'il puisse entrer, et ainsi lui montre qu'elle comprend son choix. Une fois dans le bloc, il se fait tirer dessus par le fou armé sous les yeux de Cristina en train d'opérer le Dr Shepherd. Mais il s’en sort avec une blessure légère à l'épaule.

### Saison 7
Dans l'épisode 1 de la saison 7, les personnages discutent avec le psychiatre de l'hôpital à la suite de la fusillade. À travers plusieurs flash-back, on voit que Cristina Yang est très angoissée à la suite de ce qui s'est passé. Owen la soutient beaucoup, et il lui demande de l'épouser pour qu'elle ne soit plus jamais seule. À la fin de l'épisode, ils se marient dans la maison de Meredith.
Dès l'épisode 4, ils emménagent ensemble car la collocation avec Callie et Arizona devient trop compliquée. Cristina semble apathique sur tout le projet ce qui déprime Owen mais elle lui fait la surprise de signer le contrat d'achat de l'appartement pour lequel il avait eu un coup de cœur, lui expliquant que peu importe où ils vivent, elle veut juste être avec lui.
Dans l'épisode 5, Owen remporte la compétition mise en place par le chef Webber pour obtenir une subvention d'un million de dollars. Son projet est retenu car il semble le meilleur pour le chef : Owen propose de former tous les chirurgiens en traumatologie, pour éviter que des situations comme la fusillade ne se reproduisent avec des morts qui auraient pu être évités.
À la fin de la saison 7, Cristina tombe enceinte. Or, lors des épisodes précédents on apprend qu'Owen souhaite des enfants alors que Cristina n'en veut jamais. Owen tente de la convaincre de garder cet enfant à tout prix, pressant Cristina. À la fin de l'épisode, elle lui dit qu'elle a pris rendez-vous pour se faire avorter (sans lui en avoir parlé) et il lui demande de quitter leur appartement.

### Saison 8
Au début de la saison 8, Owen et Cristina vivent séparés. Dès l'épisode 2, il devient chef du service de chirurgie, à la place de Richard Webber.
Il passe plus de temps avec Derek, lui aussi en froid avec Meredith, ainsi que les autres membres masculins de l'équipe.
Dans l'épisode 4, il parle à nouveau à Cristina qui a réussi à avorter. Ils vont ensemble et habitent de nouveau ensemble, mais sans se parler. Lors de l'anniversaire de Zola, Owen finit par exploser et avoue qu'il en veut toujours à Cristina d'avoir "tué leur bébé". Ils essaient une thérapie de couple, mais qui tourne au cauchemar.
Leur relation est tendue, et Cristina devient soupçonneuse. Après une crise de paranoïa envers une infirmière un peu trop tactile, elle se confronte à Owen qui lui avoue l'avoir trompée un soir avec une autre femme (pas l’infirmière). Cristina lui en veut terriblement. Owen et elle se font porter malade et passent la journée chez eux, dans un face à face éprouvant où Cristina finit par comprendre qu'Owen l'a trompée pour lui faire "payer" son avortement. Elle lui demande de partir.
Dans la même saison, il doit assumer une décision difficile en tant que chef de la chirurgie envers Teddy. En effet, il lui cache la mort de son mari le temps qu'elle finisse son opération, allant même jusqu'à lui dire qu'il lui a parlé en salle de réveil. Quand Teddy l'apprend, elle lui en veut et lui fait payer en remettant en cause ses décisions de chef et en refusant de lui parler. Owen se sent seul car il voudrait pouvoir lui parler de Cristina, mais il accepte ce prix à payer.
À la fin de la saison, les choses s'améliorent entre lui et Teddy qui souhaite rester au Seattle Grace Hospital, alors qu'elle a une opportunité professionnelle unique ailleurs. Elle veut être là pour Owen, sachant que Cristina va certainement partir. Owen ne veut pas qu'elle sacrifie sa carrière et la licencie pour qu'elle ne puisse pas refuser le poste.

### Saison 9
Au début de la saison, on voit lors des flash-back qu'Owen est allé à l'hôpital pour retrouver Cristina qui est en état de choc (après l'accident d'avion) et qui ne laisse personne l'examiner. Une fois à Seattle, il se bat pour qu'elle ne soit pas internée en psychiatrie et s'occupe d'elle en la ramenant chez eux et en l'écoutant parler des jours passés dans la forêt.
Une fois remise, Cristina s'en va quand même et comme ils étaient séparés avant le crash, ils n'ont pas de raison de se parler à nouveau.
Lors du procès pour le crash aérien, il se retrouve mis en cause car c'est lui qui a signé le changement de compagnie aérienne pour une autre moins chère et moins fiable. Sauf qu'il ne savait pas qu'il avait signé pour cela et se sent coupable. L'hôpital souhaitant utiliser son mariage avec une des plaignantes pour invalider la procédure, il demande à Cristina le divorce.
Paradoxalement, Cristina et Owen se redonnent une chance et retrouvent la magie des débuts.
Lors de l'épisode 19, un enfant arrive aux urgences accompagnant ses parents gravement blessés. Cette histoire est développée sur plusieurs épisodes, et on peut voir Owen lier une relation avec cet enfant pendant qu'ils soignent ses parents. Lorsque l'enfant risque de se retrouver placé en famille d'accueil, Owen commence à envisager l'adoption (et en parle à Meredith). Finalement, son père survit et le petit garçon part. Mais Cristina voit bien qu'Owen est triste et qu'il lui manque tôt ou tard des enfants dans sa vie. Leur relation se met en travers des rêves d'Owen et elle prend la décision de rompre.

### Saison 10
Owen et Cristina ont du mal à rester éloignés l'un de l'autre. Cristina propose qu'ils se forcent à fréquenter chacun de nouvelles personnes. Owen, sceptique, dit qu'il essaiera.
Cristina semble avoir du mal à se tenir à ses propres conseils, alors qu'Owen entame une nouvelle relation avec Emma Marling, chirurgienne obstétrique au Seattle Press, qu'il a rencontrée lors du gala de charité organisé par le Seattle Grace.
Mais cette relation se terminera au moment où Emma et Owen envisagent d'emménager ensemble et parlent de leur future vie de famille. Alors qu'il a tout ce dont il a toujours rêvé (une femme qui veut des enfants, prête à s'arrêter de travailler, etc.) Owen se rend compte que ses rêves ont changé. Il recherche une femme passionnée par son travail, comme Cristina, et rompt le soir même.
La situation reste ambigüe entre lui et Cristina. Ils ne sont plus ensemble mais restent très proches, il va la soutenir lors de la cérémonie de remise du Harper Avery. Lors de l'épisode 10x14, Cristina envisage ses futurs possibles et on voit qu'Owen et elle ne peuvent pas être heureux dans le même avenir.
Dans les derniers épisodes, ils traiteront ensemble le cas d'une famille dont les trois enfants sont touchés par une cardiopathie. Cette prise en charge se déroule sur plusieurs épisodes, en parallèle du départ de Cristina notamment. Il ne la retient pas car ça ne serait bon pour personne mais lui demande une dernière chose : être ensemble jusqu'à son départ.
L'amour de sa vie partira sans vraiment lui dire au revoir puisque Owen sera au bloc, en train d'opérer comme toujours.

### Saison 11
En première partie de saison Owen ne semble pas déprimé par le départ de Cristina mais au contraire il se lance dans de nouveaux projets. C'est comme ça qu'il entraine Callie à associer son projet de recherche sur les membres bioniques à des cliniques de vétéran militaire. Il lui confiera qu'il a besoin de "quelque chose qui marche" et qui ait plus de sens que lui et Cristina à l'autre bout du monde.
Dans la seconde partie de la saison Owen semble vraiment passer à autre chose et se rapproche d'Amelia. Leur relation n'est pas vraiment officielle ni définie, composée d'un pas en avant et deux en arrière.
Pendant l'ellipse de pratiquement un an sur les épisodes 22 et 23, Owen repart au front entrainant avec lui April Kepner pour plusieurs missions d'assistance. Quand il revient il refuse de reprendre son poste de chef de la chirurgie et veut voir les choses autrement.

### Saison 12
L'arrivée à l'hôpital de Nathan Riggs va être la cause du trouble dans le personnage d'Owen dans cette saison. Nathan Riggs est l'ex-petit-ami de sa sœur, disparue après avoir pris un hélicoptère. Convaincu de sa culpabilité, Owen va même être violent avec Riggs.
Néanmoins, ils en feront abstraction lors de son mariage avec Amelia Shepherd dans le dernier épisode.